# Age of Empires-serien
Age of Empires er en serie computerspil udviklet af Ensemble Studios og udgivet af Microsoft Game Studios. Den første titel i serien Age of Empires blev udgivet i 1997. Siden dengang er syv titler og tre spinoffs blevet udgivet. Titlerne er historiske real-time strategy spil, og deres gameplay er bygget omkring to spilmetoder: Random Map (tilfældigt kort) og Campaign (historiebaserede scenarier). De konkurrerede med et andet kendt strategispil, Civilization, og spillet er bygget over historiske begivenheder. Age of Empires fokuserer på handlinger i Europa, Afrika og Asien fra stenalderen til jernalderen. Udvidelsespakken fokuserer på det romerske imperium. Fortsættelsen, Age of Empires II, er baseret på middelalderen, mens dets udvidelsespakke fokuserer på den spanske invasion af Mexico. Age of Empires III er fokuseret på den tidlige moderne tid, da Europa koloniserede Amerika og asiatiske nationer var på deres højdepunkt. Det nyeste spil, Age of Empires Online, er et free-to-play onlinespil, der kører igennem Games for Windows Live. Spinoff-spillet, Age of Mythology, foregår i den samme tidsperiode som Age of Empires, men fokuserer på mytologiske historier fra Grækenland, Egypten og Nordisk mytologi.
Age of Empires-serien har været en kommerciel succes og har solgt over 20 millioner kopier. Populariteten og kvaliteten af spillene har gjort, at Ensemble Studios har fået et stærkt ry inden for real-time strategy. Ensemble samarbejdede med Big Huge Games om spillet Age of Empires III: The Asian Dynasties. Anmeldere har rost serien for dets historiske temaer og fair play, samt dets artificial intelligence (AI); spillere kæmper imod mindre "snyd" end seriens konkurrenter.

## Spil i serien
Spillene i serien fokuserer på historiske handlinger igennem tiderne. Age of Empires foregår fra stenalderen til den klassiske periode i Europa og Asien. Spillets udvidelsespakke, The Rise of Rome, følger Romerrigets opgang. I The Age of Kings og dets Nintendo DS-spinoff følger spilleren Europa og Asien igennem middelalderen. Dets udvidelsespakke, The Conquerors, er tidsmæssigt i den samme periode, men fokuserer også på Spaniens invasion af Mexico. Age of Empires III og dets første udvidelsespakke, The Warchiefs, foregår under koloniseringen af Amerika. Dets anden udvidelse, The Asian Dynasties, foregår i Asien, mens dets civilisationer havde deres opgang, i samme periode som Age of Empires III. Age of Empires Online fokuserer på de græske og egyptiske civilisationer. Seriens spinoff, Age of Mythology, og dets udvidelsespakke, The Titans, foregår under bronzealderen, men dets tema er civilisationernes mytologi frem for deres historie.

### Age of Empires I
Age of Empires blev udgivet i 1997 af Microsoft Games og var det første spil firmaet Ensemble Studios producerede. Til forskel fra andre kendte RTS-baseret spil, der brugte ikke-historiske figurer, er Age of Empires-serien baseret på historiske personer og civilisationer. Spillet består af 4 aldre; jægerstenalder, bondestenalder, bronzealder og jernalder.

I Age of Empires I møder man følgende civilisationer:
| Asiatiske                 | Babyloniske                       | Egyptiske                        | Græske                        |
| - Choson - Shang - Yamato | - Babylonere - Hittiter - Persere | - Assyrere - Egyptere - Sumerere | - Grækere - Minoere - Føniker |

I udvidelsespakken Age of Empires: The Rise of Rome blev Romerriget, Karthago, Makedonien og Palmyra tilføjet.

### Age of Empires II
Age of Empires II blev udgivet af Microsoft i 1999 og fulgte op på succesen fra det første spil. Det begynder, hvor det første spil slutter (Roms fald) og kører over ca. 1000 år. Der er ligesom i det første spil tale om 4 tidsaldre; Dark Age, Feudal Age, Castle Age og Imperial Age.
I Age of Empires II møder man følgende civilisationer:
| Vesteuropæiske                  | Nordøsteuropæiske               | Østasiatiske                     | Mellemøstlige                                  |
| ------------------------------- | ------------------------------- | -------------------------------- | ---------------------------------------------- |
| - Briter - Kelteres - Frankerne | - Gotere - Teutonere - Vikinger | - Kinesere - Japanere - Mongoler | - Byzantinere - Persere - Saracenere - Tyrkere |

I udvidelsespakken Age of Empires II: The Conquerors blev mayaerne, aztekerne, spanierne, koreanerne og hunnerne tilføjet.

### Age of Empires III
Age of Empires III blev udgivet af Microsoft i 2005. Det fokuserer på den europæiske kolonisering af Den Nye Verden og grafikken er væsentlig forbedret i forhold til de tidligere spil. Spillet indeholder mange nye muligheder inklusiv egen hjemby og alliancer med indfødte stammer.
Der er mulighed for at styre følgende 8 nationer:
- Storbritannien
- Frankrig
- Tyskland
- Spanien
- Portugal
- Holland
- Rusland
- Osmannerriget

Age of Empires III: The WarChiefs fokuserer mere på indianerne. Her kan man styre aztekerne, irokeserne og Siouxerne, som alle skiller sig meget ud fra de oprindelige europæiske lande.
I Age of Empires III: The Asian Dynasties er det muligt at spille på det asiatiske kontinent og Indien, Japan og Kina er tilføjet som spilbare nationer.

## Spin-offs

### Age of Mythology
Age of Mythology blev udgivet af Microsoft i 2002. Spillet er modsat de andre ikke-historisk og handler i stedet om græsk, egyptisk og nordisk mytologi. En central del af spillet er de mytologiske væsner som f.eks. Føniks fugle, minotaurer og trolde, der slås side om side med almindelige mennesker. Desuden indeholder spillet en kampagne omhandlende figuren Arkantos' rejse gennem den mytologiske verden.
De tre folkefærd har hver tre guder at vælge imellem til at starte med. For hver tidsalder vælges en ny.
De tre mytologiers øverste guder:
- Græsk Mytologi: Zeus, Hades og Poseidon
- Egyptisk mytologi: Ra, Isis og Set
- Nordisk mytologi: Odin, Thor og Loke

I udvidelsespakken Age of Mythology: The Titans fra 2003 er det atlantiske folkefærd tilføjet. Deres 3 vigtigste guder er Kronos, Gaia og Uranos.